# Internationale Friedensfahrt 1979
Die 32. Internationale Friedensfahrt (Course de la paix) war ein Radrennen, das vom 9. bis 24. Mai 1979 ausgetragen wurde.
Die 32. Auflage dieses Radrennens bestand aus einem Prolog und 14 Einzeletappen, die auf einer Gesamtlänge von 1.942 km von Prag über Warschau nach Berlin führte. 112 Fahrer aus 19 Ländern starteten in Prag, 87 von ihnen erreichten das Ziel in Berlin. Sergei Suchorutschenkow aus der Sowjetunion gewann das Gelbe Trikot des Gesamteinzelsiegers. Des Weiteren gewann er das Grüne des besten Bergfahrers. Aavo Pikkuus ebenfalls aus der Sowjetunion gewann das Weiße des punktbesten Fahrers. Das Violette des aktivsten Fahrers ging an den Polen Jan Jankiewicz. Die beste Mannschaft dieser Rundfahrt kam aus der Sowjetunion.

## Alle Teams und Fahrer
112 Fahrer aus 19 Ländern starteten zum Prolog in Prag. 87 von ihnen erreichten das Ziel in Berlin. Pro Mannschaft waren sechs Fahrer zugelassen, wobei Ungarn und Jugoslawien nur mit fünf Fahrern starteten. Mit Hans-Joachim Hartnick (1976), Aavo Pikkuus (1977) und Alexander Awerin (1978) waren gleichzeitig die Sieger der letzten drei Rundfahrten dabei.
| 01 – Jan Jankiewicz 02 – Jan Krawczyk 03 – Czesław Lang 04 – Tadeusz Mytnik 05 – Krzysztof Sujka 06 – Ireneusz Walczak |

| 07 – Michel Demeyre 08 – Joel Soudais 09 – Thierry Desevres 10 – Roland Gaucher 11 – Charles Berard 12 – Bernard Rey |

| 13 – Sergei Suchorutschenkow 14 – Alexander Awerin 15 – Aavo Pikkuus 16 – Sergei Nikitenko 17 – Said Husseinow 18 – Ramasan Galjaletdinow |

| 19 – Zdeněk Benáček 20 – Jiří Bartolšic 21 – Ladislav Ferebauer 22 – Ladislav Novák 23 – Vlastibor Konečný 24 – Michal Klasa |

| 25 – Teodor Vasile 26 – Mircea Romașcanu 27 – Ion Cojocaru 28 – Valentin Ilie 29 – Costel Cirja 30 – Teodor Dragan |

| 31 – Per Kærsgaard 32 – Lars Udby 33 – Per Sandahl Jørgensen 34 – Allan Møller 35 – Per Rydicher 36 – Steen-Michael Petersen |

| 37 – Adelino Teixeira 38 – Alexandre Manuel Costa Ruas 39 – Luís Teixeira 40 – Marco Chagas 41 – Belmiro Silva 42 – Alfredo Gouveia |

| 43 – Kaarlo Hakala 44 – Kari Puisto 45 – Tapio Niemi 46 – Harri Hedgren 47 – Ossi Leskinen 48 – Hannu Jussila |

| 49 – Jordan Pentschew 50 – Nentscho Stajkow 51 – Georgi Fortunow 52 – Jordan Jordanow 53 – Nasko Stoitschew 54 – Borislaw Assenow |

| 55 – Bernd Drogan 56 – Hans-Joachim Hartnick 57 – Holger Kickeritz 58 – Andreas Neuer 59 – Andreas Petermann 60 – Joachim Vogel |

| 61 – János Sipos 62 – György Szuromi 63 – Andras Gabor 64 – Zoltan Halasz 65 – Andras Roth 66 – nicht besetzt |

| 67 – John Harrison 68 – Stephen Wakefield 69 – Paul Milnes 70 – Andrew Llewellyn 71 – John Herety 72 – Stephen Noble |

| 73 – Drago Frelih 74 – Ivica Čolig 75 – Slodoban Arsovski 76 – Vlastimir Matic 77 – Radoslav Moravec 78 – nicht besetzt |

| 79 – Kilian Blum 80 – Kurt Ehrensperger 81 – Marcel Russenberger 82 – Christian Vinzens 83 – Peter Schär 84 – Patrick Moerlen |

| 85 – Jan Bogaert 86 – Patrick Buki 87 – Werner Devos 88 – Charles Jochums 89 – Benjamin Vermeulen 90 – Jean-Pierre Francken |

| 91 – Malek Hamza 92 – Ahmed Haoues 93 – Mostefa Abdi 94 – Aziz Mahdi 95 – Messaoud Drareni 96 – Abdelkader Lagab |

| 097 – Bengt Asplund 098 – Anders Adamson 099 – Per-Ove Carlsson 100 – Håkan Karlsson 101 – Bengt Nyman 102 – Peter Jonson |

| 103 – Gianfausto Scotti 104 – Domenico Perani 105 – Luigi Trevellin 106 – Walter Clivati 107 – Giuseppe Mori 108 – Maurizio Orlandi |

| 109 – Juan Pérez 110 – Ricardo Salazar 111 – Paul Torrez 112 – Oreste Echemendia 113 – Reinaldo Gonzales 114 – Ramon Orama |

## Trikots
Bei dieser Rundfahrt wurden fünf Trikots vergeben: das Gelbe Trikot des Gesamtbesten, das Violette des aktivsten Fahrers, das Grüne des besten Bergfahrers, das Weiße des punktbesten Fahrers und das Blaue der besten Mannschaft.
Am Ende jeder Etappe (nicht Prolog) erhielt der Sieger 15 Sekunden, der Zweite 10 Sekunden und der Dritte 5 Sekunden weniger für die Gesamtwertung und damit für das gelbe Trikot.
Die jeweils ersten drei der Schlusswertungen des Violetten, Grünen und Weißen Trikots erhielten zusätzlich 15, 10 und 5 Sekunden Zeitgutschrift.

## Etappenübersicht
| Etappe     | Datum   | Start – Ziel                                              | Etappensieger           | Etappen- länge | Fahrzeit |
| ---------- | ------- | --------------------------------------------------------- | ----------------------- | -------------- | -------- |
| 0Prolog    | 09. Mai | Prolog in Prag                                            | Jan Jankiewicz          | 006 km         | 2:46:43  |
| 01. Etappe | 10. Mai | Prag – Pardubice                                          | Nentscho Stajkow        | 127 km         | 2:51:38  |
| 02. Etappe | 11. Mai | Pardubice – Olomouc                                       | Michal Klasa            | 163 km         | 3:51:01  |
| 03. Etappe | 12. Mai | Olomouc – Dubnica nad Váhom                               | Michal Klasa            | 175 km         | 4:28:56  |
| 04. Etappe | 13. Mai | Dubnica nad Váhom – Banská Bystrica                       | Sergej Suchorutschenkow | 137 km         | 3:34:56  |
| 05. Etappe | 14. Mai | Pohronská Polhora – Košice                                | Sergej Suchorutschenkow | 169 km         | 4:23:06  |
| 0R         | 15. Mai | Ruhetag                                                   | Ruhetag                 | Ruhetag        | Ruhetag  |
| 06. Etappe | 16. Mai | Svidník – Krynica-Zdrój                                   | Walter Clivati          | 180 km         | 4:38:23  |
| 07. Etappe | 17. Mai | Einzelzeitfahren Naściszowa – Nowy Sącz                   | Bernd Drogan            | 029 km         | 2:41:09  |
| 08. Etappe | 17. Mai | Nowy Sącz – Rzeszów                                       | Luigi Trevellin         | 165 km         | 3:56:47  |
| 09. Etappe | 18. Mai | Sandomierz – Warschau                                     | Krzysztof Sujka         | 206 km         | 4:44:38  |
| 0R         | 19. Mai | Ruhetag                                                   | Ruhetag                 | Ruhetag        | Ruhetag  |
| 10. Etappe | 20. Mai | Kriterium in Szczecin                                     | Krzysztof Sujka         | 058 km         | 1:28:14  |
| 11. Etappe | 21. Mai | Szczecin – Rostock                                        | Domenico Perani         | 206 km         | 5:10:46  |
| 12. Etappe | 22. Mai | Rostock – Neubrandenburg                                  | Benjamin Vermeulen      | 154 km         | 3:23:25  |
| 13. Etappe | 23. Mai | Einzelzeitfahren Neubrandenburg – Usadel – Neubrandenburg | Bernd Drogan            | 032 km         | 2:38:25  |
| 14. Etappe | 24. Mai | Neubrandenburg – Berlin                                   | Bernd Drogan            | 134 km         | 3:00:07  |

## Trikots im Rundfahrtverlauf
Die Tabelle zeigt den Führenden in der jeweiligen Wertung zu Beginn der jeweiligen Etappe an.
| Etappe     | Gelbes Trikot           | Violettes Trikot | Grünes Trikot           | Weißes Trikot    | Teamwertung      |
| ---------- | ----------------------- | ---------------- | ----------------------- | ---------------- | ---------------- |
| 0Prolog    | ohne                    | ohne             | ohne                    | ohne             | ohne             |
| 01. Etappe | Jan Jankiewicz          | nicht vergeben   | nicht vergeben          | nicht vergeben   | Polen            |
| 02. Etappe | Nentscho Stajkow        | Jan Jankiewicz   | nicht vergeben          | Aavo Pikkuus     | Polen            |
| 03. Etappe | Nentscho Stajkow        | Jan Jankiewicz   | nicht vergeben          | Michal Klasa     | Sowjetunion      |
| 04. Etappe | Michal Klasa            | Jan Jankiewicz   | Sergei Suchorutschenkow | Michal Klasa     | Tschechoslowakei |
| 05. Etappe | Sergei Suchorutschenkow | Sergei Nikitenko | Sergei Suchorutschenkow | Sergei Nikitenko | Sowjetunion      |
| 06. Etappe | Sergei Suchorutschenkow | Sergei Nikitenko | Sergei Suchorutschenkow | Aavo Pikkuus     | Sowjetunion      |
| 07. Etappe | Sergei Suchorutschenkow | Jan Jankiewicz   | Sergei Suchorutschenkow | Aavo Pikkuus     | Sowjetunion      |
| 08. Etappe | Sergei Suchorutschenkow | Jan Jankiewicz   | Sergei Suchorutschenkow | Aavo Pikkuus     | Sowjetunion      |
| 09. Etappe | Sergei Suchorutschenkow | Jan Jankiewicz   | Sergei Suchorutschenkow | Aavo Pikkuus     | Sowjetunion      |
| 10. Etappe | Sergei Suchorutschenkow | Sergei Nikitenko | Sergei Suchorutschenkow | Aavo Pikkuus     | Sowjetunion      |
| 11. Etappe | Sergei Suchorutschenkow | Jan Jankiewicz   | Sergei Suchorutschenkow | Aavo Pikkuus     | Sowjetunion      |
| 12. Etappe | Sergei Suchorutschenkow | Jan Jankiewicz   | Sergei Suchorutschenkow | Aavo Pikkuus     | Sowjetunion      |
| 13. Etappe | Sergei Suchorutschenkow | Jan Jankiewicz   | Sergei Suchorutschenkow | Aavo Pikkuus     | Sowjetunion      |
| 14. Etappe | Sergei Suchorutschenkow | Jan Jankiewicz   | Sergei Suchorutschenkow | Aavo Pikkuus     | Sowjetunion      |
| Sieger     | Sergei Suchorutschenkow | Jan Jankiewicz   | Sergei Suchorutschenkow | Aavo Pikkuus     | Sowjetunion      |

## Etappen im Detail
Bei allen Zeitangaben sind die Etappenzeitgutschriften bereits mit eingerechnet.

### Prolog
Am Start: 112 Fahrer
Der Prolog hatte eine Länge von 5,3 km und wurde in Prag ausgetragen. Jan Jankiewicz gewann mit einem Stundenmittel von 47,3 km/h.
|    | Fahrer          | Zeit     |
| -- | --------------- | -------- |
| 1. | Jan Jankiewicz  | 6:43 min |
| 2. | Michal Klasa    | + 03 s   |
| 3. | Aavo Pikkuus    | + 10 s   |
| 4. | Krzysztof Sujka | + 14 s   |
| 5. | Jan Bogaert     | + 15 s   |

### 1. Etappe: Prag – Pardubice, 127km
Am Start: 112 Fahrer
Die erste Etappe führte auf einer flachen Strecke von Prag nach Pardubice. Nach 78 km setzte sich der Bulgare Nentscho Stajkow vom Feld ab und überquerte nach 49 km Alleinfahrt als Erster die Ziellinie im Roter-Stern-Stadion von Pardubice. Damit übernahm er das Gelbe Trikot von Jan Jankiewicz, der mit dem Hauptfeld ins Ziel kam.
Die Prämiensprints gewannen Jan Jankiewicz (46 km), Lars Udby (63 km) und Nentscho Stajkow (100 km).
|    | Fahrer           | Zeit      |
| -- | ---------------- | --------- |
| 1. | Nentscho Stajkow | 2:51:38 h |
| 2. | Sergei Nikitenko | + 38 s    |
| 3. | Bernd Drogan     | + 43 s    |
| 4. | Luigi Trevellin  | + 48 s    |
| 5. | Aavo Pikkuus     | + 48 s    |

### 2. Etappe: Pardubice – Olomouc, 163km
Am Start: 111 Fahrer – ausgeschieden: Hedgren (FIN)
Die zweite Etappe führte von Pardubice nach Olomouc. Auf dem flachen Streckenprofil kam es bei Kilometer 125 zu einem Massensturz in dem auch der Träger des Gelben Trikots Nentscho Stajkow verwickelt war. Stajkow und die meisten der abgefallenen Fahrer schafften jedoch wieder den Anschluss ans Hauptfeld. Vor den Toren Olomouc versuchte der Träger des Violetten Trikots und Prolog-Sieger Jan Jankiewicz mehrmals dem Feld zu entkommen, was jedoch nicht von Erfolg gekrönt wurde. Somit kam es zu einer Sprintentscheidung auf der Bitumenbahn im Spartakiádní Stadion von Olomouc. Aavo Pikkuus erreichte als erster die Einfahrt zum Stadion, wo er sich aber in der Kurve verschätzte und somit den Weg für Michal Klasa zum Etappensieg freimachte.
Die Prämiensprints gewannen Said Husseinow (57 km), Jan Jankiewicz (83 km) und Sergei Nikitenko (142 km).
|    | Fahrer           | Zeit      |
| -- | ---------------- | --------- |
| 1. | Michal Klasa     | 3:51:03 h |
| 2. | Sergei Nikitenko | + 05 s    |
| 3. | Bernd Drogan     | + 10 s    |
| 4. | Aavo Pikkuus     | + 15 s    |
| 5. | Alexander Awerin | + 15 s    |

### 3. Etappe: Olomouc – Dubnica nad Váhom, 175km
Am Start: 109 Fahrer – ausgeschieden: Sipos (HUN) und Haoues (DZA)
Die dritte Etappe führte über bergiges Gelände von Olomouc nach Dubnica nad Váhom. Zum Anstieg der ersten Bergwertung bei Kilometer 70 setzte sich Sergei Suchorutschenkow vom Feld ab. Nach 125 km betrug sein Vorsprung 2:15 min, bevor seine Alleinfahrt nach 152 km beendet wurde. In dieser Zeit gewann er beide Bergwertungen und sicherte sich damit das Grüne Trikot. Eine 40-köpfige Spitzengruppe sprintete im Spartak-Stadion von Dubnica um den Etappensieg, den sich wie am Vortag Michal Klasa sicherte und gleichzeitig das Gelbe Trikot übernahm.
Die Prämiensprints gewannen ??? (?? km), ??? (?? km) und ?? (??? km).
Die Bergwertungen gewann Sergei Suchorutschenkow (?? km) und (??? km).
|    | Fahrer                      | Zeit      |
| -- | --------------------------- | --------- |
| 1. | Michal Klasa                | 4:28:56 h |
| 2. | Jan Jankiewicz              | + 05 s    |
| 3. | Alexandre Manuel Costa Ruas | + 10 s    |
| 4. | Krzysztof Sujka             | + 15 s    |
| 5. | Said Husseinow              | + 15 s    |

### 4. Etappe: Dubnica nad Váhom – Banská Bystrica, 137km
Am Start: 105 Fahrer – ausgeschieden: Niemi (FIN), Moravec (YUG), Drareni (DZA) und Torrez (CUB)
Die bergreiche vierte Etappe mit fünf Bergwertungen führte bei sonnigen Wetter von Dubnica nad Váhom nach Banská Bystrica. Nentscho Stajkow sicherte sich im Alleingang die erste Bergwertung und hatte bei Kilometer 29 einen Vorsprung von drei Minuten. Nach 37 km gesellten sich weitere acht Fahrer zu deren auch Hans-Joachim Hartnick gehörte zum Bulgaren. Rund 60 km vor dem Ziel entwich Sergei Suchorutschenkow der Spitzengruppe und erreichte mit einem Vorsprung von 3:50 min alleine das Dukla-Stadion von Banská Bystrica.
Die Prämiensprints gewannen ??? (?? km), ??? (?? km) und ??? (?? km).
Die Bergwertungen gewann Nentscho Stajkow (?? km), Sergei Suchorutschenkow (?? km), (?? km), (?? km) und (?? km).
|    | Fahrer                  | Zeit       |
| -- | ----------------------- | ---------- |
| 1. | Sergei Suchorutschenkow | 3:34:56 h  |
| 2. | Sergei Nikitenko        | + 3:55 min |
| 3. | Jiří Bartolšic          | + 4:00 min |
| 4. | Charles Jochums         | + 4:05 min |
| 5. | Mircea Romașcanu        | + 4:05 min |

### 5. Etappe: Pohronská Polhora – Košice, 169km
Am Start: 99 Fahrer – ausgeschieden: Leskinen (FIN), Harrison (GBR), Devos (BEL), Francken (BEL), Lagab (DZA) und Gonzales (CUB)
Die fünfte Etappe mit acht Bergwertungen führte wiederum bei sonnigem Wetter von Pohronská Polhora nach Košice. Auf den härtesten Steigungen zwischen den Kilometern 21 und 38 bildete sich eine 13-köpfige Spitzengruppe die bis zum Anstieg der achten Bergwertung gemeinsame Sache machte. Dann setzte sich wie schon am Vortag Sergei Suchorutschenkow ab und gewann im Štadión Lokomotíva von Košice seine zweite Etappe in Folge.
Die Prämiensprints gewannen Benjamin Vermeulen (17 km), Aavo Pikkuus (47 km) und Krzysztof Sujka (97 km).
Die Bergwertungen gewann Sergei Suchorutschenkow (4 km), Luis Teixeira (21 km), Adelino Teixeira (34 km) und (38 km), Sujka (67 km) und (84 km), Pikkuus (143 km) sowie Suchorutschenkow (157 km).
|    | Fahrer                  | Zeit      |
| -- | ----------------------- | --------- |
| 1. | Sergei Suchorutschenkow | 4:23:06 h |
| 2. | Aavo Pikkuus            | + 20 s    |
| 3. | Andreas Petermann       | + 25 s    |
| 4. | Ramasan Galjaletdinow   | + 30 s    |
| 5. | Teodor Vasile           | + 30 s    |

### 6. Etappe: Svidník – Krynica-Zdrój, 180km
Am Start: 97 Fahrer – ausgeschieden: Gouveia (PRT) und Colig (YUG)
Nachdem Ruhetag führte die bergreiche sechste Etappe mit sieben Bergwertungen von Svidník ins polnische Krynica-Zdrój. Den ersten ernsthaften Vorstoß startete bei Kilometer 128 der Italiener Luigi Trevellin. Dieser brachte ihm eine Bergwertung ein, bevor er nach einer 30 km Alleinfahrt wieder eingefangen wurde. Erst bei Kilometer 171 gelang es mit Walter Clivati und Said Husseinow zwei Fahrern sich vom Feld abzusetzen und ihren Vorsprung bis ins Ziel zu verteidigen. Bei der ersten Straßenankunft dieser Rundfahrt verschaffte sich Clivati in der letzten Kehre einen Vorsprung, der ihn den Tagessieg bescherte.
Die Prämiensprints gewannen Ireneusz Walczak (54 km), Sergei Nikitenko (81 km) und György Szuromi (114 km).
Die Bergwertungen gewannen Krzysztof Sujka (19 km), (29 km) und (44 km), Alexander Awerin (118 km), Luigi Trevellin (141 km), Awerin (177 km) und Said Husseinow (177 km).
|    | Fahrer           | Zeit      |
| -- | ---------------- | --------- |
| 1. | Walter Clivati   | 4:38:23 h |
| 2. | Said Husseinow   | + 05 s    |
| 3. | Sergei Nikitenko | + 29 s    |
| 4. | Teodor Vasile    | + 34 s    |
| 5. | Charles Jochums  | + 34 s    |

### 7. Etappe: Einzelzeitfahren Naściszowa – Nowy Sącz, 29km
Am Start: 96 Fahrer – ausgeschieden: Scotti (ITA)
Das am Vormittag ausgetragene Zeitfahren über bergiges Gelände wurde von Bernd Drogan dominiert. Bereits nach der ersten Zeitnahme bei 10 km lag er in Front und konnte seinen Vorsprung dann am längsten Anstieg der Strecke noch ausbauen.
|    | Fahrer                  | Zeit       |
| -- | ----------------------- | ---------- |
| 1. | Bernd Drogan            | 41:09 min  |
| 2. | Sergei Suchorutschenkow | + 0:18 min |
| 3. | Jan Jankiewicz          | + 0:54 min |
| 4. | Tadeusz Mytnik          | + 1:10 min |
| 5. | Krzysztof Sujka         | + 1:12 min |

### 8. Etappe: Nowy Sącz – Rzeszów, 165km
Am Start: 95 Fahrer – ausgeschieden: Herety (GBR)
Nachdem Zeitfahren am Vormittag, folgte am Nachmittag die achte Etappe mit den letzten drei Bergwertungen dieser Rundfahrt von Nowy Sącz nach Rzeszów. Nach 90 km löste sich der Franzose Michel Demeyre vom Feld und bekam bei Kilometer 112 mit dem Schweden Bengt Asplund einen Begleiter an seine Seite. Bei Kilometer 145 gesellte sich eine siebenköpfige Gruppe mit dem Gelben Suchorutschenkow zu dem Duo. Im Stal-Stadion von Rzeszów erwies sich der Italiener Luigi Trevellin als der Spurtstärkste der Ausreißer und sorgte damit innerhalb von 24 Stunden für den zweiten italienischen Etappensieg in der Geschichte der Friedensfahrt.
Die Prämiensprints gewannen Peter Schär (24 km), Michel Demeyre (110 km) und Bengt Asplund (132 km).
Die Bergwertungen gewannen Schär (40 km), Demeyre (117 km) und Asplund (139 km).
|    | Fahrer          | Zeit      |
| -- | --------------- | --------- |
| 1. | Luigi Trevellin | 3:56:47 h |
| 2. | Michal Klasa    | + 05 s    |
| 3. | Czesław Lang    | + 10 s    |
| 4. | Said Husseinow  | + 15 s    |
| 5. | Joachim Vogel   | + 15 s    |

### 9. Etappe: Sandomierz – Warschau, 206km
Am Start: 94 Fahrer – ausgeschieden: Carlsson (SWE)
Die neunte und zugleich längste Etappe führte von Sandomierz in die polnische Hauptstadt nach Warschau. Da es keine nennenswerte Ausreißversuche gab, kam es in Warschau zur Massenankunft, die der einheimische Krzysztof Sujka gewann.
Die Prämiensprints gewannen Ireneusz Walczak (86 km), Alexandre Manuel Costa Ruas (168 km) und Sergei Nikitenko (201 km).
|    | Fahrer            | Zeit      |
| -- | ----------------- | --------- |
| 1. | Krzysztof Sujka   | 4:44:38 h |
| 2. | Alexander Awerin  | + 05 s    |
| 3. | Andreas Petermann | + 10 s    |
| 4. | Teodor Vasile     | + 15 s    |
| 5. | Michal Klasa      | + 15 s    |

### 10. Etappe: Kriterium in Szczecin, 58km
Am Start: 93 Fahrer – ausgeschieden: Adamson (SWE)
Nach dem Ruhetag stand für die zehnte Etappe ein Kriterium in Szczecin an. Ein Rundkurs von 3900 m, musste 15-mal bewältigt werden, bei dem es in jeder Runde Wertungen für das Violette Trikot gab. In der 4., 8. und 12. Runde wurden Spurts mit 5, 3, 2 und 1 Punkt ausgefahren und in den übrigen Runden erhielten die ersten zwei Rennfahrer 2 bzw. 1 Punkt. Der Violette Sergei Nikitenko war bereits in der ersten Runde in einen Sturz verwickelt und verlor damit den Anschluss an das Hauptfeld. Damit war für den Polen Jan Jankiewicz der Weg frei, sich das Trikot zurückzuerobern, welches ihm mit vierzehn gewonnenen Punkten gelang. Den Tagessieg sicherte sich im Spurt wie auf der letzten Etappe Krzysztof Sujka vor Alexander Awerin.
|    | Fahrer           | Zeit      |
| -- | ---------------- | --------- |
| 1. | Krzysztof Sujka  | 1:28:14 h |
| 2. | Alexander Awerin | + 05 s    |
| 3. | Michal Klasa     | + 10 s    |
| 4. | Holger Kickeritz | + 15 s    |
| 5. | Jan Bogaert      | + 15 s    |

### 11. Etappe: Szczecin – Rostock, 206km
Am Start: 92 Fahrer – ausgeschieden: Asplund (SWE)
Die elfte Etappe führte von Szczecin auf das Gebiet der DDR nach Rostock. Bei heftigem Kantenwind zerriss das Feld zweimal auf dieser Etappe, aber beide Male kämpften sich die abgehängten Gruppen wieder nach vorn, so dass die letzten Kilometer geschlossen in Angriff genommen wurden. Den Tagessieg im vollbesetzten Ostseestadion sicherte sich der Italiener Domenico Perani.
Die Prämiensprints gewannen Thierry Desevres in (Anklam 77 km), Sergei Nikitenko in (Jarmen 104 km) und Sergei Nikitenko in (Gnoien 154 km).
|    | Fahrer            | Zeit      |
| -- | ----------------- | --------- |
| 1. | Domenico Perani   | 5:10:46 h |
| 2. | Krzysztof Sujka   | + 05 s    |
| 3. | Peter Jonson      | + 10 s    |
| 4. | Vlastibor Konečný | + 15 s    |
| 5. | Malek Hamza       | + 15 s    |

### 12. Etappe: Rostock – Neubrandenburg, 154km
Am Start: 89 Fahrer – ausgeschieden: Milnes (GBR), Abdi (DZA) und Karlsson (SWE)
Die zwölfte Etappe führte von Rostock nach Neubrandenburg. Da es auf dieser Etappe keine nennenswerte Ausreißversuche gab, kam es auf der Berliner Straße in Neubrandenburg zum Massensprint, den der Belgier Benjamin Vermeulen nach Zielfotoentscheid vor Andreas Petermann gewann.
Die Prämiensprints gewannen Jan Jankiewicz in (Güstrow 39 km), Jan Jankiewicz in (Alt Schwerin 79 km) und Per Sandahl in (Waren 108 km).
|    | Fahrer             | Zeit      |
| -- | ------------------ | --------- |
| 1. | Benjamin Vermeulen | 3:23:25 h |
| 2. | Andreas Petermann  | + 05 s    |
| 3. | Charles Jochums    | + 10 s    |
| 4. | Sergei Nikitenko   | + 15 s    |
| 5. | Krzysztof Sujka    | + 15 s    |

### 13. Etappe: Einzelzeitfahren Neubrandenburg – Usadel – Neubrandenburg, 32km
Am Start: 87 Fahrer – ausgeschieden: Hakala (FIN) und Buki (BEL)
Das Zeitfahren wurde von den Rennfahrern der DDR, aber insbesondere von Bernd Drogan dominiert. Bei der ersten Zeitnahme bei 8 km lag Andreas Petermann noch vor Drogan, welches sich aber auf den nächsten Kilometern ändern sollte, in dem Drogan seinen Vorsprung bis zum Ziel immer weiter ausbaute.
|    | Fahrer                | Zeit       |
| -- | --------------------- | ---------- |
| 1. | Bernd Drogan          | 38:25 min  |
| 2. | Andreas Petermann     | + 0:43 min |
| 3. | Hans-Joachim Hartnick | + 1:07 min |
| 4. | Vlastibor Konečný     | + 1:17 min |
| 5. | Tadeusz Mytnik        | + 1:19 min |

### 14. Etappe: Neubrandenburg – Berlin, 134km
Am Start: 87 Fahrer
Die vierzehnte Etappe führte von Neubrandenburg in die Hauptstadt der DDR nach Berlin. Fast ausgelassen nahmen die Fahrer die letzte Etappe in Angriff und somit konnte der Letzte der Gesamtwertung Vlastimir Matic den zweiten Prämiensprint gewinnen. Danach kam noch einmal Bewegung ins Feld, in dem der Gesamtfünfte Aavo Pikkuus einen Reifenschaden erlitt und dies keinen Kilometer weiter dem Gelben Sergei Suchorutschenkow ebenfalls widerfuhr. Beide brauchten bis zum dritten Prämiensprint um wieder Anschluss an das Hauptfeld herzustellen. In Berlin kam es wieder zum Massensprint, wo sich Bernd Drogan auf dem Marx-Engels-Platz vor dem Palast der Republik seinen dritten Etappensieg dieser Rundfahrt sicherte.
Die Prämiensprints gewannen Jan Jankiewicz in (Neustrelitz 28 km), Vlastimir Matic in (Fürstenberg 50 km) und Luigi Trevellin in (Oranienburg 99 km).
|    | Fahrer           | Zeit      |
| -- | ---------------- | --------- |
| 1. | Bernd Drogan     | 3:00:07 h |
| 2. | Maurizio Orlandi | + 05 s    |
| 3. | Ireneusz Walczak | + 10 s    |
| 4. | Michal Klasa     | + 15 s    |
| 5. | Domenico Perani  | + 15 s    |

## Gesamtwertungen

### Einzelwertung (Gelbes Trikot)
Während der 32. Internationalen Friedensfahrt gab es insgesamt vier verschiedene Träger des Gelben Trikots. Nachdem Jan Jankiewicz für eine Etappe das Gelbe trug, folgte Nentscho Stajkow für zwei Etappen und Michal Klasa noch einmal für eine Etappe. Ab der 5. Etappe übernahm Sergei Suchorutschenkow das Gelbe, welches er über zehn Etappen bis nach Berlin trug.
| Pl. | Fahrer                  | Land                            | Zeit        |
| --- | ----------------------- | ------------------------------- | ----------- |
| 01  | Sergei Suchorutschenkow | Sowjetunion                     | 47:03:56 h  |
| 02  | Andreas Petermann       | Deutsche Demokratische Republik | + 06:27 min |
| 03  | Krzysztof Sujka         | Polen                           | + 06:41 min |
| 04  | Jan Jankiewicz          | Polen                           | + 06:42 min |
| 05  | Aavo Pikkuus            | Sowjetunion                     | + 07:17 min |
| 06  | Jan Krawczyk            | Polen                           | + 07:46 min |
| 07  | Nentscho Stajkow        | Bulgarien                       | + 08:10 min |
| 08  | Bernd Drogan            | Deutsche Demokratische Republik | + 08:11 min |
| 09  | Czesław Lang            | Polen                           | + 08:39 min |
| 10  | Hans-Joachim Hartnick   | Deutsche Demokratische Republik | + 10:17 min |
| 11  | Ramasan Galjaletdinow   | Sowjetunion                     | + 10:19 min |
| 12  | Ladislav Novák          | Tschechoslowakei                | + 10:34 min |
| 13  | Mircea Romașcanu        | Rumänien                        | + 10:45 min |
| 14  | Tadeusz Mytnik          | Polen                           | + 11:02 min |
| 15  | Jordan Pentschew        | Bulgarien                       | + 12:24 min |
| 16  | Said Husseinow          | Sowjetunion                     | + 13:16 min |
| 17  | Michal Klasa            | Tschechoslowakei                | + 13:48 min |
| 18  | Teodor Vasile           | Rumänien                        | + 13:55 min |
| 19  | Holger Kickeritz        | Deutsche Demokratische Republik | + 14:16 min |
| 20  | Charles Berard          | Frankreich                      | + 15:26 min |
| 21  | Kurt Ehrensperger       | Schweiz                         | + 15:58 min |
| 22  | Marco Chagas            | Portugal                        | + 16:36 min |
| 23  | Jiří Bartolšic          | Tschechoslowakei                | + 17:02 min |
| 24  | Kari Puisto             | Finnland                        | + 18:29 min |
| 25  | Bernard Rey             | Frankreich                      | + 18:53 min |
| …   | …                       | …                               | …           |
| 51  | Andreas Neuer           | Deutsche Demokratische Republik | + 56:33 min |
| 63  | Joachim Vogel           | Deutsche Demokratische Republik | + 1:17:35 h |

### Aktivster Fahrer (Violettes Trikot)
Das Violette Trikot war bei dieser Rundfahrt nur im Besitz von zwei Fahrern. Der Pole Jan Jankiewicz der es als erster trug und schließlich auch in Berlin innehatte, musste es zwischenzeitlich für drei Etappen (5., 6. und 10.) an Sergei Nikitenko abgeben.
| Pl. | Fahrer                  | Land                            | Punkte |
| --- | ----------------------- | ------------------------------- | ------ |
| 01  | Jan Jankiewicz          | Polen                           | 63     |
| 02  | Sergei Nikitenko        | Sowjetunion                     | 53     |
| 03  | Aavo Pikkuus            | Sowjetunion                     | 23     |
| 04  | Benjamin Vermeulen      | Belgien                         | 23     |
| 05  | Ireneusz Walczak        | Polen                           | 18     |
| 06  | Sergei Suchorutschenkow | Sowjetunion                     | 11     |
| 07  | Holger Kickeritz        | Deutsche Demokratische Republik | 11     |
| 08  | Luigi Trevellin         | Italien                         | 11     |
| 09  | Nentscho Stajkow        | Bulgarien                       | 10     |
| 10  | Michel Demeyre          | Frankreich                      | 09     |

### Bester Bergfahrer (Grünes Trikot)
Das zur vierten Etappe erstmals vergebene Grüne Trikot, übernahm Sergei Suchorutschenkow und gab es bis zum Ende der Rundfahrt nicht mehr ab.
| Pl. | Fahrer                  | Land        | Punkte |
| --- | ----------------------- | ----------- | ------ |
| 01  | Sergei Suchorutschenkow | Sowjetunion | 66     |
| 02  | Nentscho Stajkow        | Bulgarien   | 35     |
| 03  | Georgi Fortunow         | Bulgarien   | 35     |
| 04  | Krzysztof Sujka         | Polen       | 30     |
| 05  | Aavo Pikkuus            | Sowjetunion | 27     |
| 06  | Luís Teixeira           | Portugal    | 17     |
| 07  | Said Husseinow          | Sowjetunion | 12     |
| 08  | Michel Demeyre          | Frankreich  | 12     |
| 09  | Alexander Awerin        | Sowjetunion | 11     |
| 10  | Sergei Nikitenko        | Sowjetunion | 10     |

### Punktbester Fahrer (Weißes Trikot)
Für eine Etappe trug Aavo Pikkuus als erster dieses Trikot, bevor es für zwei Etappen an Michal Klasa und eine Etappe an Sergei Nikitenko ging. Danach übernahm ab der 6. Etappe wieder Pikkuus das Trikot, welches ihm dann über neun Etappen bis nach Berlin gehörte.
| Pl. | Fahrer            | Land                            | Punkte |
| --- | ----------------- | ------------------------------- | ------ |
| 01  | Aavo Pikkuus      | Sowjetunion                     | 136    |
| 02  | Michal Klasa      | Tschechoslowakei                | 182    |
| 03  | Andreas Petermann | Deutsche Demokratische Republik | 189    |
| 04  | Krzysztof Sujka   | Polen                           | 216    |
| 05  | Teodor Vasile     | Rumänien                        | 216    |
| 06  | Bernd Drogan      | Deutsche Demokratische Republik | 262    |
| 07  | Jan Bogaert       | Belgien                         | 286    |
| 08  | Alexander Awerin  | Sowjetunion                     | 297    |
| 09  | Holger Kickeritz  | Deutsche Demokratische Republik | 335    |
| 10  | Mircea Romașcanu  | Rumänien                        | 373    |

### Mannschaftswertung (Blaues Trikot)
Polen übernahm mit dem Prolog das Trikot für zwei Etappen, bevor es in den Besitz der Sowjetunion über ging. Diese trugen es mit Ausnahme der 4. Etappe (Tschechoslowakei) bis nach Berlin.
| Pl. | Land                                | Zeit                                |
| --- | ----------------------------------- | ----------------------------------- |
| 01  | Sowjetunion                         | 141:25:10 h                         |
| 02  | Polen                               | + 0:06:15 h                         |
| 03  | Deutsche Demokratische Republik     | + 0:10:48 h                         |
| 04  | Tschechoslowakei                    | + 0:17:58 h                         |
| 05  | Bulgarien                           | + 0:20:44 h                         |
| 06  | Portugal                            | + 0:31:51 h                         |
| 07  | Rumänien                            | + 0:34:32 h                         |
| 08  | Frankreich                          | + 0:34:46 h                         |
| 09  | Schweiz                             | + 0:40:29 h                         |
| 10  | Belgien                             | + 1:30:21 h                         |
| 11  | Italien                             | + 2:45:57 h                         |
| 12  | Dänemark                            | + 2:47:43 h                         |
| 13  | Ungarn                              | + 2:50:44 h                         |
| 14  | Vereinigtes Königreich              | + 3:40:28 h                         |
| 15  | Kuba                                | + 6:28:18 h                         |
| 16  | Jugoslawien                         | + 6:42:15 h                         |
| …   | Finnland ausgeschieden (12. Etappe) | Finnland ausgeschieden (12. Etappe) |
| …   | Schweden ausgeschieden (11. Etappe) | Schweden ausgeschieden (11. Etappe) |
| …   | Algerien ausgeschieden (11. Etappe) | Algerien ausgeschieden (11. Etappe) |